# 世界跨性別健康專業協會
世界跨性别健康专业协会（英語：World Professional Association for Transgender Health, Inc.，簡稱：WPATH；原稱：哈利本傑明國際性別焦慮協會，Harry Benjamin International Gender Dysphoria Association, Inc.，簡稱：HBIGDA）是美國一家治療性別不安的專業機構。其原名是爲了紀念第一位從事變性者研究工作的內科醫生哈利·本傑明。WPATH以出版《性別認同障礙護理指引》而聞名。

## 外部連結
- 官方网站